# Campionato Italiano di Prima Categoria 1908
La Prima Categoria 1908 è stata l'11ª edizione del massimo campionato italiano di calcio, disputata tra il 1º marzo e il 17 maggio 1908 e conclusa con la vittoria della Pro Vercelli, al suo primo titolo.
Capocannoniere del torneo è stato Mario Cagliani (US Milanese) con 4 reti.
Il torneo si svolse parallelamente al Campionato Federale di Prima Categoria 1908, in seguito disconosciuto dalla FIF, il quale assegnava il riconoscimento creato ex novo di "Campione Federale d'Italia".

## Stagione
Il torneo fu l'undicesimo campionato italiano di calcio organizzato dalla Federazione Italiana del Football (FIF).

### Novità
La Pro Vercelli prende parte per la prima volta al campionato di Prima Categoria dopo aver vinto la precedente edizione di quello di Seconda.

#### Il campionato italiano e quello federale
Dopo il primo decennio il calcio italiano andò incontro ad importanti cambiamenti dovuti alla decisione della FIF di "italianizzare" a forza il campionato, escludendovi i giocatori stranieri che pure avevano fondato il gioco in Italia. La scelta della FIF colpì duramente i Football Club e diede largo spazio alle Unioni Sportive e Ginniche, che pur più deboli in quanto non dirette dai maestri albionici erano però usualmente formate completamente da atleti italiani e fino ad allora si erano interessate maggiormente al parallelo campionato organizzato dalla Federginnastica. All'assemblea del 20 ottobre 1907, comunque, il presidente dell'Andrea Doria, Oberti, presentò un ordine del giorno con cui proponeva di dividere la Prima e la Seconda Categoria (ma non la Terza) in due competizioni parallele: una italiana (che assegnava il tradizionale titolo di "Campione d'Italia" e la nuova Coppa Romolo Buni) per i soli giocatori del Belpaese, e una federale (assegnataria del neonato titolo di "Campione Federale d'Italia" e della prestigiosa Coppa Spensley) che fosse aperto sia ai calciatori nostrani che a quelli stranieri.
All'approvazione di tale ordine del giorno la reazione dei grandi club fu durissima, sfociando addirittura nel ritiro dal torneo nonostante i tentativi di ricomposizione da parte della FIF. I Football Club, infatti, contestarono duramente la distinzione de iure fra i due campionati con l'utilizzo della nuova denominazione "federale" per il torneo misto e del classico appellativo "italiano" per quello autarchico, in quanto sottraeva agli atleti stranieri il diritto di competere per il titolo di "Campione d'Italia" e li relegava a disputarsi il minor riconoscimento di "Campione Federale", e ciò malgrado la FIF avesse pubblicamente definito il torneo federale "maggior gara" rispetto a quello italiano.
(Ordine del giorno della FIF, citato in Chiesa, p. 19.)
Le squadre «spurie internazionali» non ritornarono però sui propri passi, anche per protesta per il fatto che persino il campionato federale presentava qualche limitazione per gli stranieri: potevano partecipare a quel campionato solo gli stranieri che avevano dimora fissa in Italia, cercando così di combattere il malcostume adottato dalle grandi società di ingaggiare per alcune partite giocatori stranieri dall'estero, specie se svizzeri. Le motivazioni dell'ostruzionismo dei grandi club contro la nuova politica autarchica della FIF vanno, inoltre, ricercate nei timori che se l'avessero accettata, essa sarebbe stata soltanto il primo passo verso la completa epurazione degli stranieri dal campionato. Delle ventuno società che l'11 novembre 1907 si presentarono all'assemblea ordinaria della FIF per le deliberazioni di rito tra i grandi club era presente solo la Juventus, mentre Genoa, Milan e Torino si assentarono per protesta.

Nel 1908 si disputarono quindi due campionati: uno federale aperto anche agli stranieri e uno italiano aperto soltanto agli italiani. Così riassumeva le assemblee federali che portarono a scindere in due il campionato il quotidiano torinese La Stampa:
(La Stampa del 2 dicembre 1907, p. 4, citato in Chiesa, p. 19.)

### Formula
Il campionato mantenne invariato il regolamento dell'anno precedente, basato su gare di andata e ritorno, mentre le eliminatorie regionali erano seguite da una fase nazionale strutturata su un triangolare, cui si qualificava una sola rappresentante per regione.

### Avvenimenti
Per protesta contro le delibere della FIF nel 1908 il Milan campione in carica, il Genoa e il Torino rifiutarono di partecipare al campionato italiano e si ritirarono anche dal torneo federale.
Al fronte dei contestatori si unì poi la Juventus, ma in maniera ambigua: i bianconeri, infatti, aderirono alla protesta solo dopo la propria eliminazione da parte della Pro Vercelli e senza compromettere le loro posizioni nelle altre categorie.

#### Girone finale
La decisione della FIF di italianizzare a forza il campionato colpì duramente le società che erano nate specificamente per il calcio da fondatori principalmente inglesi e secondariamente svizzeri. Solo la Juventus provò comunque a costruire una formazione autoctona, ma privatasi così di importanti pedine subì un'eliminazione da parte della debuttante Pro Vercelli, che le cronache dell'epoca descrissero come ancora più netta di quanto non attestasse il risultato sul campo.
A diventare protagoniste furono invece le Unioni Sportive e Ginniche, che pur più deboli in quanto non dirette dai maestri inglesi erano però usualmente formate completamente da atleti italiani. Furono proprio i nuovi arrivati della Pro Vercelli che approfittarono di questo campionato rimaneggiato poiché dopo avere sconfitto l'Andrea Doria andò a vincere a Milano il 3 maggio sul campo della US Milanese: fu il primo titolo nazionale della Pro Vercelli.

#### La riconciliazione coi grandi club
Secondo l'opinione del settimanale La Stampa Sportiva la stagione agonistica 1908 in Italia fu fallimentare: il settimanale concordò con la FIF sulla necessità di dover escludere gli stranieri dai campionati italiani, indicendo però un campionato federale al quale fossero ammessi anche gli stranieri residenti in Italia, in quanto avrebbe permesso ai giocatori italiani di trovare molto più spazio nelle partite e pertanto avrebbe contribuito alla crescita del calcio italiano. Tuttavia, ritenne troppo affrettata la decisione di aver applicato il nuovo regolamento già dalla stagione 1908, quando sarebbe stato maggiormente opportuno posticiparlo di un anno, in modo da disputare la stagione 1908 con il vecchio regolamento e pertanto accontentare il Milan, che si era aggiudicato la Coppa Spensley per due anni di fila con il titolo di Coppa del Campionato Italiano e che intendeva disputarla e vincerla nel 1908 sempre con il titolo di Coppa del Campionato Italiano e non con il titolo di Coppa del Campionato Federale, in modo da aggiudicarsela definitivamente. Il risultato della decisione controversa della FIF fu che le squadre costituite in maggioranza da stranieri rinunciarono a disputare entrambi i tornei, con il risultato che sia il Campionato Federale sia il Campionato Italiano furono contesi da poche squadre, tutte costituite da giocatori italiani. Per l'anno 1909 il settimanale si augurò che le squadre costituite prevalentemente da elementi stranieri avrebbero fatto buon viso a cattivo gioco e avrebbero accettato di partecipare al Campionato Federale, che a quel punto sarebbe assurto a maggiore successo ancora di quello in italiano, mentre in caso contrario il Campionato Federale si sarebbe dovuto abolire perché si sarebbe ridotto a copia conforme del Campionato Italiano.
Il segretario del Genoa Goetzlof in una lettera a La Stampa Sportiva di Torino espresse il suo sdegno per la decisione della FIF di escludere gli stranieri dai campionati italiani, mostrando così ingratitudine nei confronti dei quali avevano introdotto il calcio in Italia e di assegnare la Coppa Spensley al Campionato Federale senza nemmeno chiedere il permesso allo stesso Spensley, che l'aveva donata affinché fosse la coppa da assegnare al vincitore del campionato italiano. Goetzlof criticò la FIF anche per aver reso la coppa una challenge perpetua per rendere il Campionato Italiano più attraente e nel prosieguo della lettera scrisse che i due Campionati Federale e Italiano fossero un controsenso e aveva rammentato come i dissidenti nel tentativo di conciliarsi con la FIF avessero proposto di chiamare i due campionati «Campionato Federale Italiano » e «Campionato Nazionale Italiano», con finale tra i due campioni per il titolo assoluto come avveniva per altri sport, proposta tuttavia non accettata. Goetzlof rammentò poi che il Genoa avesse l'85% dei propri soci di nazionalità italiana e avesse un solo straniero in rosa, tal De Bruyn, ma che nonostante tutto si unì ai dissidenti per la giustezza della causa.

Al termine della stagione i club ribelli si riavvicinarono progressivamente alla FIF, tanto che nel settembre 1908 a Milano si tenne un'assemblea tra le società di Milano per discutere sulla questione dei due campionati e sulla loro denominazione: si propose di chiamare i due campionati «Campionato Nazionale Italiano» e «Campionato Federale Italiano». All'assemblea dell'8 novembre 1908 si decise di assegnare definitivamente la Coppa Spensley al Milan due volte vincitore e di mettere in palio per il successivo campionato federale una nuova coppa denominata Zaccaria Oberti. La formula dei due campionati «federale» e «italiano» fu quindi mantenuta anche nella stagione successiva: al campione federale sarebbe spettata la Coppa Zaccaria Oberti, mentre il campione italiano si sarebbe aggiudicato la Coppa Romolo Buni. Il settimanale La Stampa Sportiva reputò negativo l'esito dell'assemblea, scrivendo che l'intesa non si era raggiunta per diverse ragioni: in particolare il tentativo di candidare elementi stranieri alle alte cariche della FIF fallì a causa dell'opposizione della Juventus e inoltre non fu concesso ai dissidenti il cambiamento di denominazione del Campionato Federale in Campionato Federale Italiano. Il settimanale La Stampa Sportiva commentò: 
( La Stampa Sportiva, n. 46, 1909,  p. 5.)
Tuttavia questa crisi del calcio italiano non passò senza lasciare una perpetua conseguenza: infatti il 9 marzo alcuni soci del Milan, contrari alla linea di dialogo con la FIF dei vertici del Milan e favorevoli invece a un indiscriminato afflusso di giocatori stranieri, avevano abbandonato il Milan e fondato quella che sarebbe divenuta col tempo una delle tre principali società calcistiche italiane: l'Inter.

## Squadre partecipanti

### Liguria
| Club         | Stagione  | Città  | Campo                | Stagione precedente                           |
| ------------ | --------- | ------ | -------------------- | --------------------------------------------- |
| Andrea Doria | dettaglio | Genova | Campo di Cornigliano | 3º posto nel girone finale di Prima Categoria |

### Lombardia
| Club        | Stagione  | Città  | Campo                 | Stagione precedente                      |
| ----------- | --------- | ------ | --------------------- | ---------------------------------------- |
| US Milanese | dettaglio | Milano | Campo di Via Comasina | Eliminatoria lombarda in Prima Categoria |

### Piemonte
| Club         | Stagione  | Città    | Campo                        | Stagione precedente                        |
| ------------ | --------- | -------- | ---------------------------- | ------------------------------------------ |
| Juventus     | dettaglio | Torino   | Stadio di Corso Sebastopoli  | Eliminatoria piemontese in Prima Categoria |
| Pro Vercelli | dettaglio | Vercelli | Campo piazza Conte di Torino | Vincitrice della Seconda Categoria         |

## Risultati

### Calendario

#### Eliminatoria ligure

##### Verdetto
- Andrea Doria unica iscritta e qualificata al girone finale.

#### Eliminatoria lombarda

##### Verdetto
- US Milanese unica iscritta e qualificata al girone finale.

#### Eliminatoria piemontese
| Arbitro: | Meazza (Milano) |

|            |           |              |
| Fresia 78’ | Marcatori | 47’ Mazzonis |

| Arbitro: | Recalcati (Milano) |

|  |           |           |
|  | Marcatori | Rampini I |

##### Verdetto
- Pro Vercelli qualificata al girone finale.

#### Girone finale

##### Classifica finale
|  | Pos. | Squadra      | Pt | G | V | N | P | GF | GS | DR |
|  | ---- | ------------ | -- | - | - | - | - | -- | -- | -- |
|  | 1.   | Pro Vercelli | 6  | 4 | 2 | 2 | 0 | 4  | 2  | +2 |
|  | 2.   | US Milanese  | 5  | 4 | 2 | 1 | 1 | 7  | 3  | +4 |
|  | 3.   | Andrea Doria | 1  | 4 | 0 | 1 | 3 | 4  | 10 | -6 |

Legenda:
      Campione d'Italia

### Verdetto
- Pro Vercelli campione d'Italia 1908.

#### Squadra campione

Carlo Rampini nel 1912

| Formazione tipo (2-3-5)                                                                       | Giocatori (ruolo)                    |
| --------------------------------------------------------------------------------------------- | ------------------------------------ |
| Innocenti Binaschi Servetto Ara Milano I Leone Milano II Bertinetti Fresia Visconti Rampini I | Giovanni Innocenti (portiere)        |
| Innocenti Binaschi Servetto Ara Milano I Leone Milano II Bertinetti Fresia Visconti Rampini I | Angelo Binaschi (terzino destro)     |
| Innocenti Binaschi Servetto Ara Milano I Leone Milano II Bertinetti Fresia Visconti Rampini I | Giuseppe Servetto (terzino sinistro) |
| Innocenti Binaschi Servetto Ara Milano I Leone Milano II Bertinetti Fresia Visconti Rampini I | Giuseppe Milano (centro mediano)     |
| Innocenti Binaschi Servetto Ara Milano I Leone Milano II Bertinetti Fresia Visconti Rampini I | Pietro Leone (mediano sinistro)      |
| Innocenti Binaschi Servetto Ara Milano I Leone Milano II Bertinetti Fresia Visconti Rampini I | Guido Ara (mediano destro)           |
| Innocenti Binaschi Servetto Ara Milano I Leone Milano II Bertinetti Fresia Visconti Rampini I | Felice Milano (ala destra)           |
| Innocenti Binaschi Servetto Ara Milano I Leone Milano II Bertinetti Fresia Visconti Rampini I | Carlo Rampini (ala sinistra)         |
| Innocenti Binaschi Servetto Ara Milano I Leone Milano II Bertinetti Fresia Visconti Rampini I | Marcello Bertinetti (mezzala destra) |
| Innocenti Binaschi Servetto Ara Milano I Leone Milano II Bertinetti Fresia Visconti Rampini I | Annibale Visconti (mezzala sinistra) |
| Innocenti Binaschi Servetto Ara Milano I Leone Milano II Bertinetti Fresia Visconti Rampini I | Vincenzo Fresia (centro attacco)     |

### Risultati

#### Calendario
| Andata (1ª) | Andata (1ª)          | Prima giornata           | Ritorno (4ª) | Ritorno (4ª) |
|             |                      |                          |              |              |
| 22 mar.     | 5-1                  | US Milanese-Andrea Doria | 2-1          | 17 mag.      |
| 22 mar.     | Riposa: Pro Vercelli |                          |              | 17 mag.      |

| Andata (2ª) | Andata (2ª)          | Seconda giornata         | Ritorno (5ª) | Ritorno (5ª) |
|             |                      |                          |              |              |
| 29 mar.     | 0-0                  | Pro Vercelli-US Milanese | 1-0          | 3 mag.       |
| 29 mar.     | Riposa: Andrea Doria |                          |              | 3 mag.       |

| Andata (3ª) | Andata (3ª)         | Terza giornata            | Ritorno (6ª) | Ritorno (6ª) |
|             |                     |                           |              |              |
| 5 apr.      | 1-2                 | Andrea Doria-Pro Vercelli | 1-1          | 26 apr.      |
| 5 apr.      | Riposa: US Milanese |                           |              | 26 apr.      |